# Teppanansaari (ö i Tana älv, Utsjoki)
Teppanansaari, enaresamiska: Deahppánsuolu, är en ö i Finland. Den ligger i Tana älv och i kommunen Utsjoki i den ekonomiska regionen Norra Lappland och landskapet Lappland, i den norra delen av landet, 1 100 km norr om huvudstaden Helsingfors. Öns area är 51,3 hektar och dess största längd är 1,3 kilometer i sydväst-nordöstlig riktning.